# Caverna de Psicro
A Caverna de Psicro (em grego: Δικταίο Άντρο; romaniz.: Diktaío Ántro ou Diktieon Andron) é uma caverna e antigo santuário minoico na parte oriental da ilha de Creta, Grécia, na unidade regional de Lasíti e município do Planalto de Lasíti.
Situa-se numa encosta íngreme da serra de Dícti, perto da aldeia homônima, a 1 025 metros de altitude. Desde o século XIX que é frequentemente identificada com a Caverna Ideana, o local do nascimento de Zeus. De acordo com Hesíodo, Reia deu à luz Zeus em uma caverna do Monte Egeu, perto de Licto; Foi a mais rica de todas as cavernas de Creta, ocupada desde o período de auge dos minoicos até o período geométrico.

## Mitologia
A caverna Dicteana (ou Ideana) é famosa na mitologia grega como o lugar onde Amalteia, talvez conhecida em Creta como Dícti, nutriu o jovem Zeus com seu leite, a mítica ligação para o longo uso como um local de culto como atestado pela arqueologia. A ama de Zeus, que foi responsabilizada por Reia para trazer o bebê Zeus em segredo para a caverna, para protegê-lo de seu pai Cronos (em grego: Κρόνος; romaniz.: Krónos) é também chamada de ninfa Adrasteia em alguns contextos.

## Arqueologia

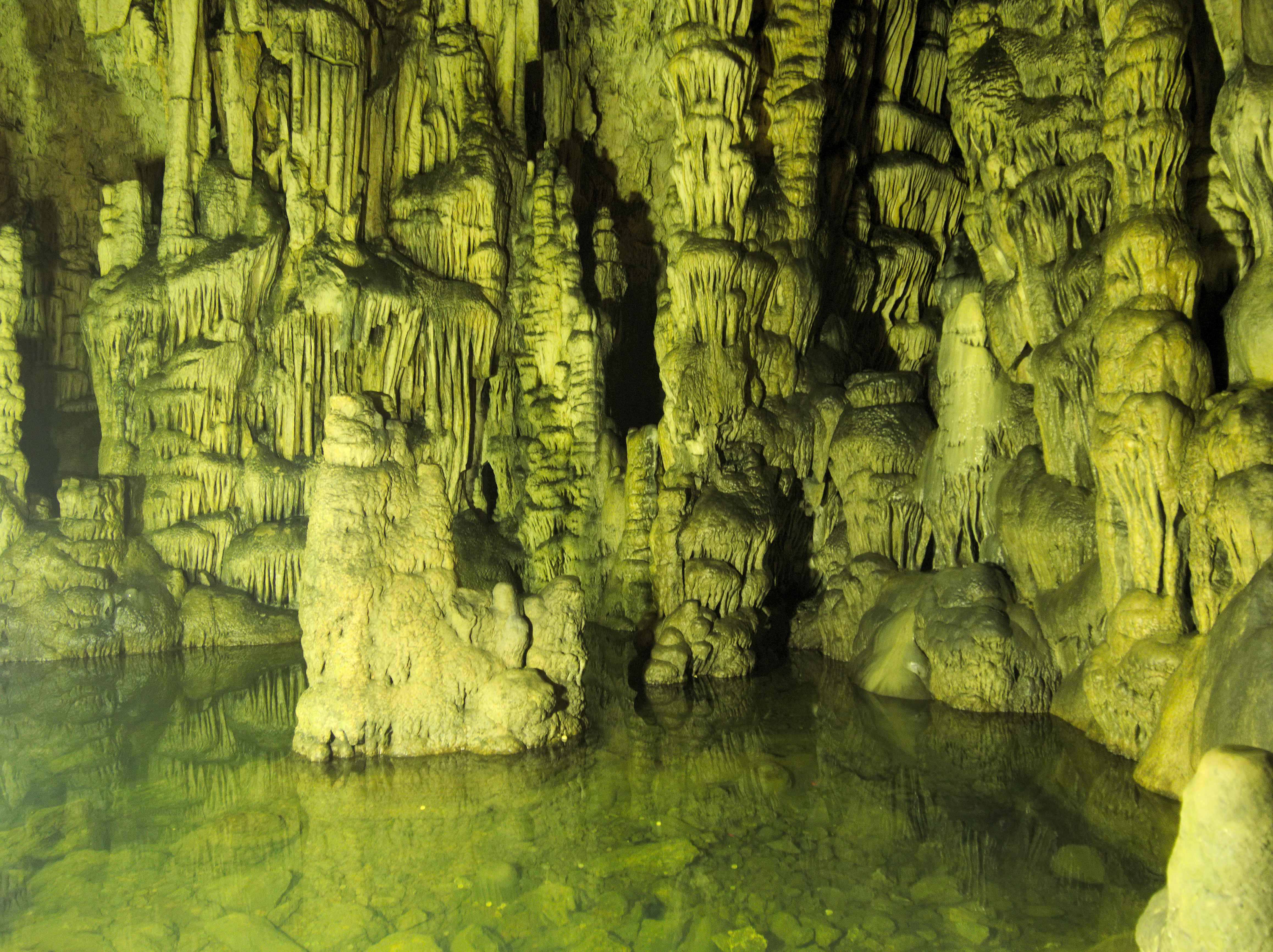
O charco da Caverna de Psicro, com estalactites no topo.

A caverna foi escavada pela primeira vez em 1886 por Joseph Hatzidakis e F. Halbherr. Em 1896, Sir Arthur Evans investigou o sítio. Em 1900 a mando da Escola Britânica de Atenas, J. Demargne e David George Hogarth realizaram investigações adicionais; um breve relatório de Hogarth publicado em 1900 dá uma imagem da destruição causada pelos primitivos métodos arqueológicos: imensos blocos caídos do teto da caverna superior foram dinamitados antes da remoção. Um altar composto de blocos de pedra e vigas foi descoberto em 1900, rodeado por camadas de cinzas, cerâmica e outros resíduos, entre os quais objetos votivos em bronze, terracota, ferro e osso, com fragmentos de algumas tabuinhas de libação e incontáveis xícaras de cerâmica cônica para oferendas de alimentos. Ossos entre a camada de cinzas atestam sacrifícios de touros, ovelhas e cabras, veados e um javali. A presença de ossos carbonizados entre as cinzas foi a prova chave para a identificação do altar. Os estratos mais baixos da caverna superior representam a transição entre a cerâmica Camares do minoano recente e os primeiros níveis micênicos; achados representam o estilo geométrico do século IX a.C., no entanto de uma fase mais avançada. Escavações mais recentes vem mostrando o uso da caverna desde o minoano antigo, e objetos votivos atesta que a caverna foi o santuário mais frequentado no Minoano Médio IIIA (século XVII a.C.). Em 1961, John Boardman publicou achados descobertos por essas e outras escavações ilegais.
A gruta menor cai abruptamente com traços de uma escada de pedra cortada até um charco, de onde se erguem estalactites. “Muita terra havia sido derrubada por escavadores da gruta superior", informou Hogarth, "e este foi encontrado cheio de pequenos objetos de bronze”. Em fendas verticais de estalactites menores, a equipe de Hogarth encontrou "machados-duplos de brinquedo, lâminas de facas, agulhas e outros objetos em bronze, colocados lá por devotos. A lama também na borda da piscina subterrânea foi rica em coisas semelhantes, e em estatuetas dos dois tipos, masculinas e femininas e pedras gravadas".
Enquanto figuras humanas de barro são normalmente encontradas em santuários de picos, Psicro e o santuário do Monte Ida se destacam como as únicas cavernas sagradas onde foram encontradas figuras humanas. Psicro é também a única caverna onde foi identificada uma perna de bronze, também conhecida como uma parte de uma peça votiva. Os achados sagrados mais comuns em Psicro incluem lamparinas de pedra e cerâmica. Na caverna foi encontrado um número incomum de pedras semipreciosas, incluindo cornalina, esteatita, ametista, jaspe e hematita. Os artefatos de Psicro estão agora em exposição no Museu Arqueológico de Heraclião e no Ashmolean Museum em Oxford.